# Quaraí (kommun)
Quaraí är en kommun i Brasilien.   Den ligger i delstaten Rio Grande do Sul, i den södra delen av landet, 1 800 km sydväst om huvudstaden Brasília. Antalet invånare är 23 021.
Följande samhällen finns i Quaraí:
- Quaraí

Trakten runt Quaraí består i huvudsak av gräsmarker. Runt Quaraí är det mycket glesbefolkat, med 7 invånare per kvadratkilometer.